# Take-Two Interactive
Take-Two Interactive (Take-Two, Take2 или T2) — американский издатель, разработчик, дистрибьютор компьютерных игр. Take-Two полностью владеет компаниями Rockstar Games, 2K, Ghost Story Games и Socialpoint. Штаб-квартира компании находится в Нью-Йорке, США, а международная штаб-квартира в Виндзоре, Великобритания. Студии разработчиков находятся в Сан-Диего, Ванкувере, Торонто и Остине, штат Техас. Take-Two издала множество известных игровых серий, в том числе Grand Theft Auto, Red Dead, Max Payne, Civilization, Mafia, BioShock, XCOM и Kerbal Space Program. Компания также выступила в качестве издателя игры The Elder Scrolls IV: Oblivion в 2006 году.
Take-Two была целью поглощения со стороны Electronic Arts в феврале 2008 года. Предложение на покупку компании истекло 18 августа 2008 года, и, в соответствии с соглашением Take-Two, не будет продлено. Однако, по мнению CNET, две компании заключили конфиденциальные дискуссии на 25 августа 2008 года.
Также, ещё при основании компании, Take-Two занималась съёмкой и разработкой FMV-игр. Результатами стали вышедшие в 1996 году Ripper и в 1998 году Black Dahlia. Последняя была издана Interplay, и она стала рекордсменом по количеству компакт-дисков (8 штук в одной коробке с игрой), обогнав этим количеством популярную в 90-х годах 7-дисковую Phantasmagoria. В обе игры были наняты известные актёры кино, в отличие от конкурентов, нанимающих, как правило, малоизвестных актёров театра в свои игры.

## Компании

### Существующие

#### Издательства
| Название        | Местонахождение            | Основана | Приобретена |
| --------------- | -------------------------- | -------- | ----------- |
| 2K              | США: Новато, Калифорния    | 2005     | —           |
| Dynamixyz       | Франция: Сесон-Севинье     | 2010     | 2021        |
| Rockstar Games  | США: Нью-Йорк, Нью-Йорк    | 1998     | —           |
| T2 Mobile Games | США: Нью-Йорк, Нью-Йорк    | 2021     | —           |
| Zynga           | США: Сан-Матео, Калифорния | 2017     | 2022        |

#### Студии
| Издательство      | Студия                         | Местонахождение                                                               | Основана | Приобретена |
| ----------------- | ------------------------------ | ----------------------------------------------------------------------------- | -------- | ----------- |
| 2K                | 2K Chengdu                     | Китай: Чэнду                                                                  | 2011     | —           |
| 2K                | 2K Madrid                      | Испания: Мадрид                                                               | 2021     | —           |
| 2K                | 2K Sports Lab                  | Канада: Ванкувер, Британская Колумбия                                         | 2023     | —           |
| 2K                | 2K Valencia                    | Испания: Валенсия                                                             | 2021     | —           |
| 2K                | 2K Vegas                       | США: Лас-Вегас, Невада                                                        | 2013     | —           |
| 2K                | 31st Union                     | США: Сан-Матео, Калифорния; Испания: Валенсия                                 | 2019     | —           |
| 2K                | Cat Daddy Games                | США: Керкленд, Вашингтон                                                      | 1996     | 2003        |
| 2K                | Cloud Chamber                  | США: Новато, Калифорния; Канада: Монреаль, Квебек                             | 2019     | —           |
| 2K                | Firaxis Games                  | США: Спаркс, Мэриленд                                                         | 1996     | 2005        |
| 2K                | Gearbox Software               | США: Фриско, Техас                                                            | 1999     | 2024        |
| 2K                | Hangar 13                      | США: Новато, Калифорния; Чехия: Прага и Брно; Великобритания: Брайтон, Англия | 2014     | —           |
| 2K                | HB Studios                     | Канада: Луненберг, Новая Шотландия                                            | 2000     | 2021        |
| 2K                | Visual Concepts                | США: Новато, Калифорния                                                       | 1988     | 2005        |
| Ghost Story Games | Ghost Story Games              | США: Уэствуд, Массачусетс                                                     | 2017     | —           |
| Rockstar Games    | Rockstar Dundee                | Великобритания: Данди, Шотландия                                              | 2008     | 2020        |
| Rockstar Games    | Rockstar India                 | Индия: Бангалор                                                               | 2016     | —           |
| Rockstar Games    | Rockstar LA                    | США: Лос-Анджелес, Калифорния                                                 | 2023     | —           |
| Rockstar Games    | Rockstar Leeds                 | Великобритания: Лидс, Англия                                                  | 1997     | 2004        |
| Rockstar Games    | Rockstar Lincoln               | Великобритания: Линкольн, Англия                                              | 1992     | 2002        |
| Rockstar Games    | Rockstar London                | Великобритания: Лондон, Англия                                                | 2005     | —           |
| Rockstar Games    | Rockstar New England           | США: Андовер, Массачусетс                                                     | 1998     | 2008        |
| Rockstar Games    | Rockstar North                 | Великобритания: Эдинбург, Шотландия                                           | 1987     | 1999        |
| Rockstar Games    | Rockstar San Diego             | США: Сан-Диего, Калифорния                                                    | 1984     | 2002        |
| Rockstar Games    | Rockstar Toronto               | Канада: Онтарио                                                               | 1981     | 1999        |
| Zynga             |                                |                                                                               |          |             |
| Chartboost        | США: Сан-Франциско, Калифорния | 2011                                                                          | 2022     |             |
| Echtra Games      | США: Сан-Франциско, Калифорния | 2016                                                                          | 2022     |             |
| Gram Games        | Великобритания: Лондон, Англия | 2012                                                                          | 2022     |             |
| NaturalMotion     | Великобритания: Лондон, Англия | 2001                                                                          | 2022     |             |
| Nordeus           | Сербия: Белград                | 2010                                                                          | 2021     |             |
| Peak Games        | Турция: Стамбул                | 2010                                                                          | 2022     |             |
| Rollic            | Турция: Стамбул                | 2018                                                                          | 2022     |             |
| Small Giant Games | Финляндия: Хельсинки           | 2013                                                                          | 2022     |             |
| Socialpoint       | Испания: Барселона             | 2008                                                                          | 2017     |             |
| Starlark          | Китай: Пекин                   | 2018                                                                          | 2022     |             |

### Бывшие/закрытые
- Gotham Games (Нью-Йорк, Нью-Йорк, США, 2002, закрыта в 2003)
- Gathering of Developers (Техас, США, 1998, закрыта в 2004)
- Take-Two Licensing (Калифорния, США, 2000, закрыта в 2004)
- TalonSoft (Балтимор, Мэриленд, США, 1995, закрыта в 2005)
- Frog City Software (Сан-Франциско, Калифорния, США, 1995, объединена с Firaxis Games в 2006)
- Indie Built, Inc. (Солт-Лейк Сити, Юта, США, 1983, закрыта в 2006)
- PopTop Software (Сент-Луис, Миссури, США, 1993, объединена с Firaxis Games в 2006)
- Rockstar Vienna (Вена, Австрия, 1993, закрыта в 2006)
- Global Star Software (Онтарио, Канада, 1992, переименована в 2K Play в 2007)
- 2K Los Angeles (Камарильо, Калифорния, США, закрыта в 2008)
- Venom Games, Ltd. (Ньюкасл-апон-Тайн, Северо-Восточная Англия, Великобритания, 2003, закрыта в 2008)
- PAM Development (Париж, Франция, 1997, закрыта в 2008)
- Rockstar Vancouver (Ванкувер, Британская Колумбия, Канада, 1998, закрыта в 2012)
- 2K Marin (Новато, Калифорния, США, 2007, закрыта в 2013)
- 2K Australia (Канберра, Австралия, 2000, закрыта в 2015)
- 2K China (Шанхай, Китай, 2006, закрыта в 2015)
- Double Take Comics (Нью-Йорк, Нью-Йорк, США, 2014, закрыта в 2016)
- Irrational Games (Бостон, Массачусетс, США, 1997, закрыта в 2017)
- 2K Czech (Брно, Чехия, 1997, закрыта в 2017)
- Playdots (Нью-Йорк, Нью-Йорк, США, 2020, закрыта в 2022)

### Проданные
- Joytech (Лондон, Англия, Великобритания, 1999, продана компании Mad Catz Interactive за нераскрытую сумму в 2007 году)
- Jack of All Games (Уэст-Честер, Огайо, США, 1990, куплена корпорацией Synnex в 2009 году)
- Private Division (Нью-Йорк, Нью-Йорк, США, 2017, продана неизвестному покупателю за нераскрытую сумму в 2024 году)